# Kejsarbeckasin
Kejsarbeckasin (Gallinago imperialis) är en sällsynt sydamerikansk beckasin.

## Kännetecken

### Utseende
Kejsarbeckasinen är en stor (29-31) och kraftig beckasin. I adult dräkt är den i stort sett helt mörkt rostbrun, dock brunbandat vit på nedre delen av buken och undre stjärttäckarna. Näbben är lång, rak och rätt kraftig, medan ben och fötter är grå. I flykten ter den sig tung, bredvingad och kortstjärtad, och den bandade buken kontrasterar mot det mörka bröstet och undersidan av vingen. 
Sydamerikansk beckasin är avgjort mindre, saknar den bandade buken men har ljusa längsgående band på ryggen. Den underart som förekommer i Anderna, andina, har dessutom gula ben. Andinsk beckasin är jämnstor, men blek på strupe och undervingarna samt har mindre kontrasterande buk.

### Läte
Det högljudda spellätet är skrovligt och inleds med enstaka toner för att övergå i dubbla eller tredubbla.

## Utbredning och systematik
Arten häcker lokalt i norra Anderna från Colombia till östra Peru. Det är inte känt om den är en flyttfågel. Man trodde länge att den var utdöd, men den återfanns 1967 i Peru och 1988 i Ecuador. Den behandlas som monotypisk, det vill säga att den inte delas in i några underarter.

### Släktestillhörighet
DNA-studier visar att kejsarbeckasinen troligen är närmare släkt med beckasinerna i Coenocorypha än de i Gallinago. Än så länge har detta dock inte lett till några taxonomiska förändringar.

## Levnadssätt
Kejsarbeckasinen förekommer högt i Anderna, vid trädgränsen kring 2745-3700 meters höjd. Där är den troligen begränsad till myrar och fuktiga dvärgskogar blandat med trädstora ormbunkar och högt gräs, men även i bambukantade gläntor med utbredd Sphagnum-mossa.

## Status och hot
Kejsarbeckasinen är en mycket dåligt känd och svårsedd art. Den antas ha en liten världspopulation på endast 2100–5400 adulta individer och tros minska i antal till följd av habitatförstörelse i vissa områden. Internationella naturvårdsunionen IUCN kategoriserar den därför som nära hotad.